# John Flynn (aviateur)
Pour les articles homonymes, voir John Flynn et Flynn.
John Flynn (25 novembre 1880 - 5 mai 1951) était un pasteur presbytérien et aviateur australien qui a créé le Royal Flying Doctor Service (RFDS), premier service d'ambulances aériennes au monde.

## Biographie
Flynn est né dans la ville de Moliagul, environ 202 kilomètres au nord-ouest de Melbourne, au Victoria. Sa mère est morte en couches alors qu'il avait trois ans et il a passé une partie de son enfance chez des parents. Flynn a déménagé ensuite à Braybrook Junction (aujourd'hui Sunshine dans la banlieue ouest de Melbourne) où il a terminé ses études secondaires en 1898 et a commencé à travailler comme instituteur. En 1903, il décide de devenir pasteur et entre en 1907 à l’Ormond College, un collège de l'Université de Melbourne, pour étudier la théologie. Il est diplômé en 1910 et ordonné en 1911.
Pendant sa formation, Flynn fut affecté dans diverses zones isolées du Victoria et d'Australie-Méridionale et son second poste d'affectation après son ordination a été à Beltana (en), un petit hameau à 500 kilomètres au nord d'Adélaïde. Beltana est un endroit encore aujourd'hui relativement isolé et à cette époque, était extrêmement distant de tout. En 1912, après avoir écrit un rapport à ses supérieurs sur les difficultés d'exercer son ministère sur une population aussi largement dispersée, Flynn fut nommé le premier surintendant de l’Australian Inland Mission. Ainsi que les questions tendant à spirituelle, Flynn se rendit compte rapidement de la nécessité de soins médicaux pour les résidents du vaste outback australien et créa un certain nombre d'hôpitaux de brousse.
En 1917, Flynn envisageait déjà la possibilité de nouvelles technologies, comme la radio et l'aviation, pour fournir un service plus pointu d'aides médicales et il reçut ensuite une lettre d'un pilote australien de la Première Guerre mondiale, Clifford Peel, qui avait entendu parler des projets de Flynn et décrivant les fonctionnalités et les coûts d'avions alors disponibles. Cette liste fut publiée dans le magazine de l'église, le début de la collecte de fonds considérable pour créer un service médical volant. Le premier vol eut lieu en 1928 à partir de Cloncurry, au Queensland. Un musée commémorant la fondation du Royal Flying Doctor Service est situé sur la Place John Flynn à Cloncurry.

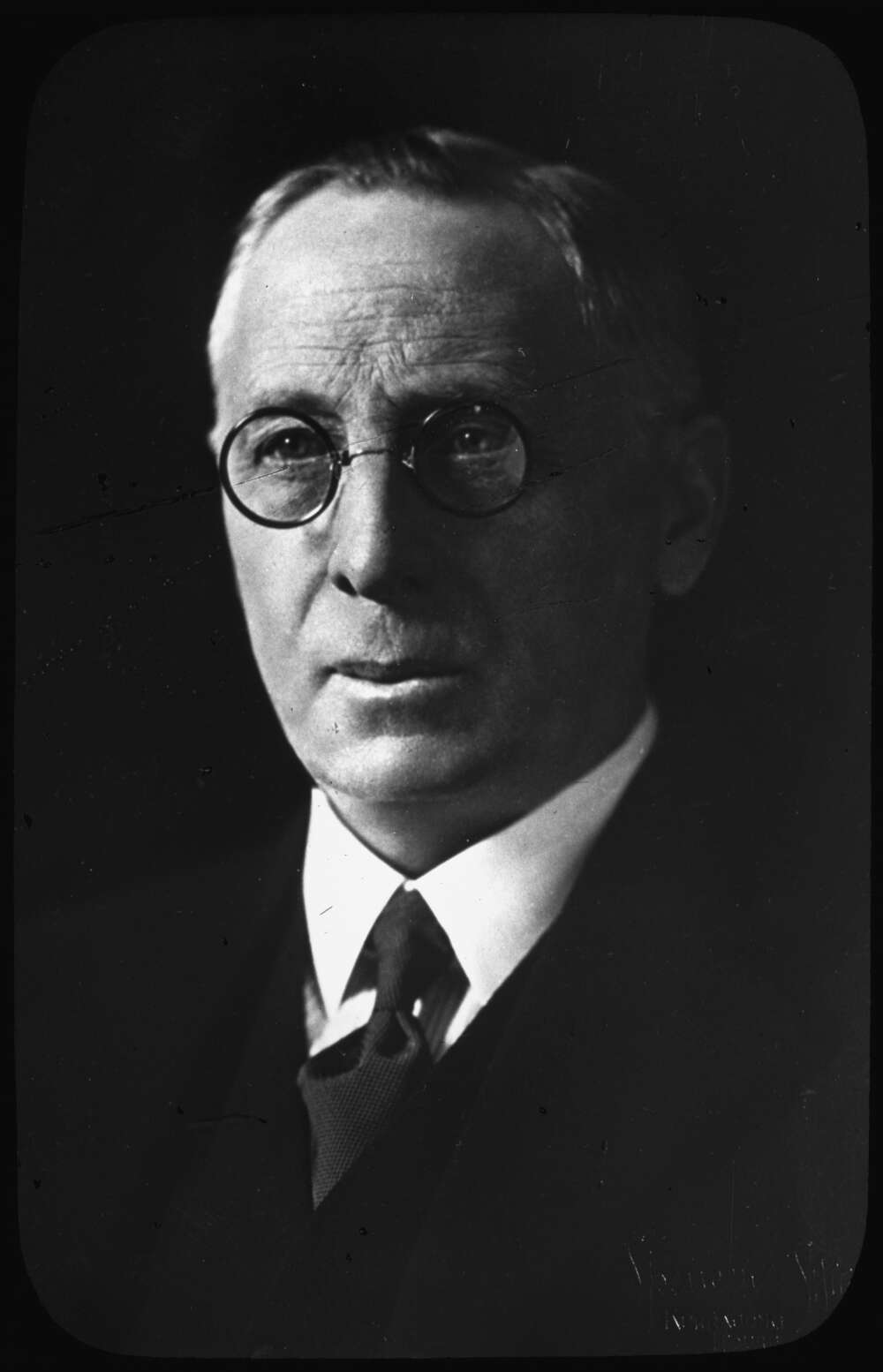
Portrait de Flynn en 1929.

Après la Grande Dépression, Flynn mena l'organisation, faisant pression à la fois sur les politiciens et son église, à offrir un service national. En 1934, l’Australian Aerial Medical Service était créé et progressivement un réseau national mis en place. Flynn est resté le visage public de l'organisation (bien qu'elle ait changé de nom pour prendre son nom actuel) et a contribué à réunir les fonds qui ont permis de la maintenir en exploitation.
Bob Hughes, qui était directeur général des postes à l'époque, très impressionné par le travail de Flynn, lui offrit de prendre en charge la fourniture et la maintenance du réseau radio, convertissant chaque télégraphe sans fil en un bureau télégraphique public. La proposition fut rejetée d'emblée par Flynn, car il ne pourrait pas empêcher les messages à servir à placer des paris sur les chevaux et à commander de l'alcool.
Bien qu'il ait sans aucun doute rendu célèbre surtout par l'organisation qu'est devenue la RFDS, le travail de Flynn avec son Église alla bien au-delà. Il créa aussi les maisons de soins infirmiers, ainsi que les ministères itinérants, les ministres (pasteurs) ayant à voyager sur de longues distances à cheval à l'intérieur du pays. En 1939, l'Église presbytérienne d'Australie élut Flynn dans le primus inter pares avec le rôle de modérateur de l'Assemblée Générale.

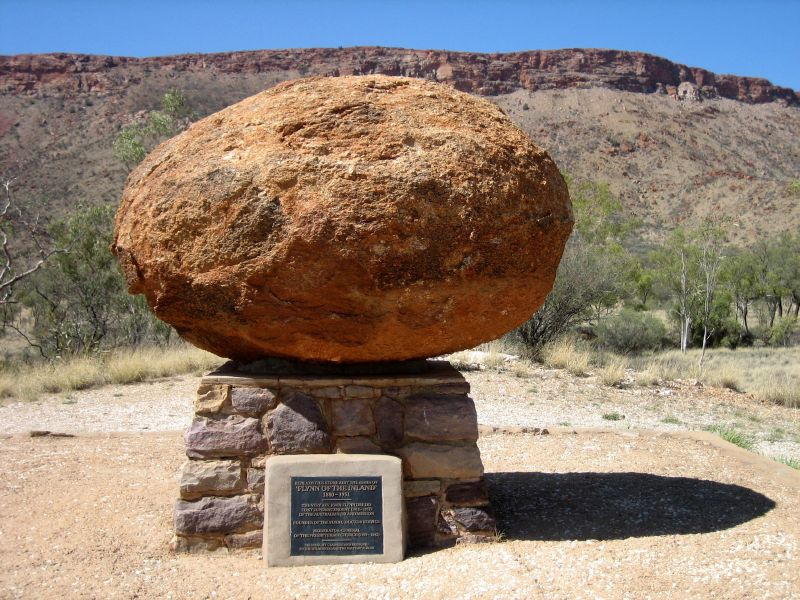
La tombe de John Flynn près d'Alice Springs.

Flynn a épousé la secrétaire de l'AIM, Jean Baird, en 1931 à l'âge relativement avancé de 51 ans. Il a finalement pris sa retraite et est décédé à Sydney, a été incinéré et ses cendres placées sous un gros rocher des Devils Marbles Conservation Reserve. Par malchance, le Ministère des Travaux publics du Territoire du Nord avait pris la roche à partir dans un site sacré pour leurs propriétaires traditionnels. Après plusieurs années de négociations, la roche a été nettoyée et retournée à son emplacement d'origine en 1998 et remplacée par un rocher acceptable pour le peuple Arrernte.
Flynn a été fait Officier de l'Ordre de l'Empire britannique en 1933. Son effigie se retrouve sur un côté de l'actuel billet de 20 dollars australiens. La circonscription de Flynn dans le Queensland a été créée par la Commission électorale australienne en 2006.
Qantas a récemment annoncé qu'elle nommerait un de ses Airbus A380 John Flynn en reconnaissance à sa contribution à l'industrie de l'aviation et plus particulièrement à sa réalisation de la fondation de la Royal Australian Flying Doctors Service.

## Sources
- (en) Cet article est partiellement ou en totalité issu de l’article de Wikipédia en anglais intitulé « John Flynn (minister) » (voir la liste des auteurs).